# Polynemus melanochir melanochir
Polynemus melanochir melanochir is een ondersoort van de straalvinnige vissen uit de familie van de draadvinnigen (Polynemidae). De wetenschappelijke naam van de soort is voor het eerst geldig gepubliceerd in 1831 door Valenciennes.